# Long Lake (Nueva York)
Long Lake es un pueblo ubicado en el condado de Hamilton en el estado estadounidense de Nueva York. En el año 2000 tenía una población de 852 habitantes y una densidad poblacional de 0.8 personas por km².

## Geografía
Long Lake se encuentra ubicado en las coordenadas 43°57′22″N 74°34′6″O / 43.95611, -74.56833.

## Demografía
Según la Oficina del Censo en 2000 los ingresos medios por hogar en la localidad eran de $29,583, y los ingresos medios por familia eran $44,583. Los hombres tenían unos ingresos medios de $29,141 frente a los $21,429 para las mujeres. La renta per cápita para la localidad era de $19,466. Alrededor del 15.6% de la población estaban por debajo del umbral de pobreza.